# Дургапур (подокруг, Раджшахи)
Дургапу́р (бенг. দূর্গাপুর, англ. Durgapur) — подокруг на северо-западе Бангладеш. Входит в состав округа Раджшахи. Образован в 1909 году. Административный центр — город Дургапур. Площадь подокруга — 195,03 км². По данным переписи 1991 года численность населения подокруга составляла 137 640 человек. Плотность населения равнялась 706 чел. на 1 км². Уровень грамотности населения составлял 20,2 %. Религиозный состав: мусульмане — 96,62 %, индуисты — 3,08 %, христиане — 0,23 %.